# Federação Goiana de Futebol
De Federação Goiana de Futebol (Nederlands: Voetbalfederatie van Goiás) werd opgericht op 1 november 1939 en controleert alle officiële voetbalcompetities in de staat Goiás. De federatie vertegenwoordigt de voetbalclubs bij de overkoepelende CBF en organiseert het Campeonato Goiano.
Op 19 juni 1939 werd reeds de Liga de Esportes do Estado de Goiás opgericht, maar deze werd enkele maanden later reeds ontbonden, waardoor de nieuwe bond opgericht werd. 
Acre · Alagoas · Amapá · Amazonas · Bahia · Ceará · Espírito Santo · Federaal District · Goiás · Maranhão · Mato Grosso · Mato Grosso do Sul · Minas Gerais · Pará · Paraíba · Paraná · Pernambuco · Piauí · Rio de Janeiro · Rio Grande do Norte · Rio Grande do Sul · Rondônia · Roraima · Santa Catarina · São Paulo · Sergipe · Tocantins